# Coopération intercommunale en Suisse
La coopération intercommunale en Suisse (collaboration intercommunale) est un ensemble de structures formelles ou informelles permettant à des ensembles de communes de remplir leurs missions.

## Buts et domaines de coopération
Le but de ces collaborations intercommunales est la défense d’intérêts communs et le partage de tâches qui incombent aux communes.
Elles concernent en particulier des domaines comme la distribution de l’eau potable, l’épuration des eaux usées, le traitement des déchets, le service du feu, la formation primaire, la sécurité publique, etc.
On trouve également une association des communes suisses depuis 1953 et des associations de communes par canton pour défendre les intérêts des communes vis-à-vis des cantons ou de la Confédération.

## Formes juridiques et cadre légal
Ces associations relèvent parfois du droit privé, mais sont généralement des collectivités de droit public, nommées fédérations, groupements ou syndicats de communes. On trouve également des groupements informels sous forme d'entente ou d'accord.
Certaines législations cantonales distinguent entre le groupement (Zweckverband) voué à une tâche unique et le syndicat (Gemeindeverband) aux visées plus larges.
De nombreux cantons ont inscrit dans leur constitution ou dans une autre loi la collaboration intercommunale, à titre facultatif. Certaines constitutions cantonales récentes précisent même les conditions de rattachement d'une commune à un groupement, même contre son gré.
Certaines communes ont des contrats de prestations avec d'autres communes ou associations, par exemple pour le service informatique (notamment le Service informatique de l'entité neuchâteloise (SIEN) ou le Service informatique de l'Association des communes genevoises (SIACG) ou pour l'archivage (notamment le Service intercommunal d'archivage (SIAr) dans le canton de Neuchâtel).
Les formes de coopération intercommunale en Suisse sont :
- Le contrat de droit administratif : une commune délègue une compétence à une autre, il est adapté pour des taches comme le déneigement des routes ;
- L'entente intercommunale : forme de collaboration sans personnalité juridique où les communes participantes signent une convention ;
- L'association de communes : contrairement à l'entente, il existe une personnalité juridique et au fonctionnement proche d'une commune ;
- La fédération de communes : proche du statut précédent avec des règles plus strictes comme le fait de ne regrouper que des communes contiguës ;
- L'agglomération : variante du statut précédent, inutilisé ;
- Collaboration de droit privé ou public : fondations et sociétés anonymes.

## Histoire
Des tentatives de regroupement sont attestées au Moyen Age, parallèlement à la formation des communes. Les associations se donnèrent d'abord pour but la défense d'intérêts communs, par exemple le maintien de la paix, indispensable au commerce. A la campagne, elles s'occupaient de régler certains aspects de la vie quotidienne (communaux, alpages, forêts, entretien des églises et hospices, routes et ponts) dans des cas où la situation géographique rapprochait plusieurs communautés villageoises.
À l'époque contemporaine, l'augmentation des tâches confiées aux communes favorisa la collaboration intercommunale. Elle la rendit même inévitable, par exemple pour les petites communes qui durent introduire l'école obligatoire, au XIXe s., sans avoir ni le personnel ni les moyens financiers nécessaires.

## Popularité
Vers 2000, près de 85% des communes étaient membres de quelque 1500 groupements. Cette forme de coopération est plus répandue en Suisse alémanique qu'en Suisse romande.